# ランチア・デドラ
ランチア・デドラ（Lancia Dedra）は、イタリアの自動車会社ランチアが製造していたFF方式の乗用車。
以前の正規輸入元であるガレーヂ伊太利屋や、マツダ系列のオートザムが輸入販売していた。

## 概要
デドラは、プリズマの後継車種として1989年に発表された。ボディタイプは4ドアセダンと、ステーションワゴンの二種。
親会社であるフィアットが開発を主導する「ティーポ2/3プロジェクト」の車種として、フィアット・テムプラ、アルファロメオ・155などとプラットフォームを共用。後継のリブラが発表されるまで10年間生産され、ティーポ3プロジェクトの車種では最も息の長いモデルとなった。

## エンジン・モデル
ガソリンは直列4気筒SOHC8Vの1.6リッター、同DOHC16Vの1.8リッター、同DOHC16Vの2リッターと同ターボ。
ディーゼルは直列4気筒SOHC1.9リッターターボ。

## デザイン
デドラのデザインを手掛けたのはI.DE.Aで、CD値は0.29と当時のセダンボディとしては最先端の値を示した。
ステーションワゴンは、テーマと同じデザイン手法を採用し、セダンのドア形状を変更することなく荷室の追加を成立させている。また、フロントガラス上端からテールランプにかけての特徴的なシルバーのルーフラインは、テーマのステーションワゴンのデザインを行ったピニンファリーナの手法をそのまま踏襲している。
内装はランチアの定石とされる、アルカンターラでの仕立て、ポルトローナ・フラウの本革製のトリム、アフリカン・ローズウッドの本木パネルなどを使用している。